# Meherpur
Meherpur este un oraș din Bangladesh.